# 南渡田町
南渡田町（みなみわたりだちょう）は、神奈川県川崎市川崎区の町名である。住居表示に関する法律に基づく住居表示が実施されているが、丁目は設けられていない。面積は649289.7m²。大部分が工業地帯である。

## 地理
川崎区の臨海部に位置し、南西は白石町、西は田辺新田、北西は鋼管通5丁目、北は産業道路・首都高速横羽線を挟み浜町2丁目、東は県道扇町川崎停車場線を挟んで浅野町に接する。南は南渡田運河を挟み扇町に向かい合い、間には扇橋が架かる。田辺新田・鋼管通の境にJR鶴見線が通り、町内に浜川崎駅が設けられている。鶴見線は町の東部を横切り、南渡田運河を渡って扇町駅へと向かう。鶴見線の南側はJFEスチール東日本製鉄所。北東側は同社の研究部門があったが、これを活用し2004年にインキュベーションオフィス「テクノハブイノベーション川崎（THINK）」が開業した。扇町川崎停車場線沿いの一角には、1999年に川崎港郵便局が開局した。
渡田、渡田山王町、渡田新町、渡田東町、渡田向町は川崎区役所の管轄であるが、南渡田町は川崎区役所田島支所の管轄となる。市立小・中学校に通う場合は、町内全域が川崎市立渡田小学校および川崎市立臨港中学校の学区となる。
用途地域は浜川崎駅以東の東海道本線貨物支線と鶴見線に挟まれた区域が工業地域、それ以外の区域が工業専用地域に指定されている。

### 交通
町内にはJR鶴見線・南武支線の浜川崎駅がある。県道扇町川崎停車場線の「川崎港郵便局前」「扇橋」停留所から川崎駅東口と扇町・三井埠頭を結ぶ川崎鶴見臨港バス・川崎市バスが運行されているほか、北に隣接する鋼管通町内の「JFE前」「浜川崎営業所」からも川崎駅への路線バスが利用できる。

## 歴史
江戸時代、渡田村地先の干拓により渡田年番新田が造られた。その後、渡田年番新田先に若尾新田が造成された。明治末期、日本鋼管設立者の大川平三郎と白石元治郎は、製鉄所建設の候補地に神奈川町や川崎町の海岸一帯を検討していたが、若尾新田所有者で日本鋼管設立発起人の一人でもあった若尾幾造が廉価での用地提供を申し出て、1913年（大正2年）に日本鋼管の製鉄所が建設された。1938年には、旧渡田村の南方にあることから南渡田町の町名が付けられた。1972年（昭和47年）4月1日には川崎市が政令指定都市に移行したことにより、川崎市川崎区南渡田町となる。1973年には住居表示の実施に伴い、町域の一部が鋼管通4・5丁目に分離された。

## 事業所
2021年（令和3年）現在の経済センサス調査による事業所数と従業員数は以下の通りである。
| 町丁     | 事業所数 | 従業員数 |
| -------- | -------- | -------- |
| 南渡田町 | 62事業所 | 2,667人  |

### 事業者数の変遷
経済センサスによる事業所数の推移。
| 年                 | 事業者数 |
| ------------------ | -------- |
| 2016年（平成28年） | 48       |
| 2021年（令和3年）  | 62       |

### 従業員数の変遷
経済センサスによる従業員数の推移。
| 年                 | 従業員数 |
| ------------------ | -------- |
| 2016年（平成28年） | 2,636    |
| 2021年（令和3年）  | 2,667    |

## その他

### 日本郵便
- 郵便番号 : 210-0855[3]（集配局 : 川崎港郵便局[14]）

### 警察
町内の警察の管轄区域は以下の通りである。
| 番・番地等 | 警察署         | 交番・駐在所 |
| ---------- | -------------- | ------------ |
| 全域       | 川崎臨港警察署 | 浜町交番     |

## 施設
- 川崎港郵便局
- アウマンの家